# 苹果黑星病

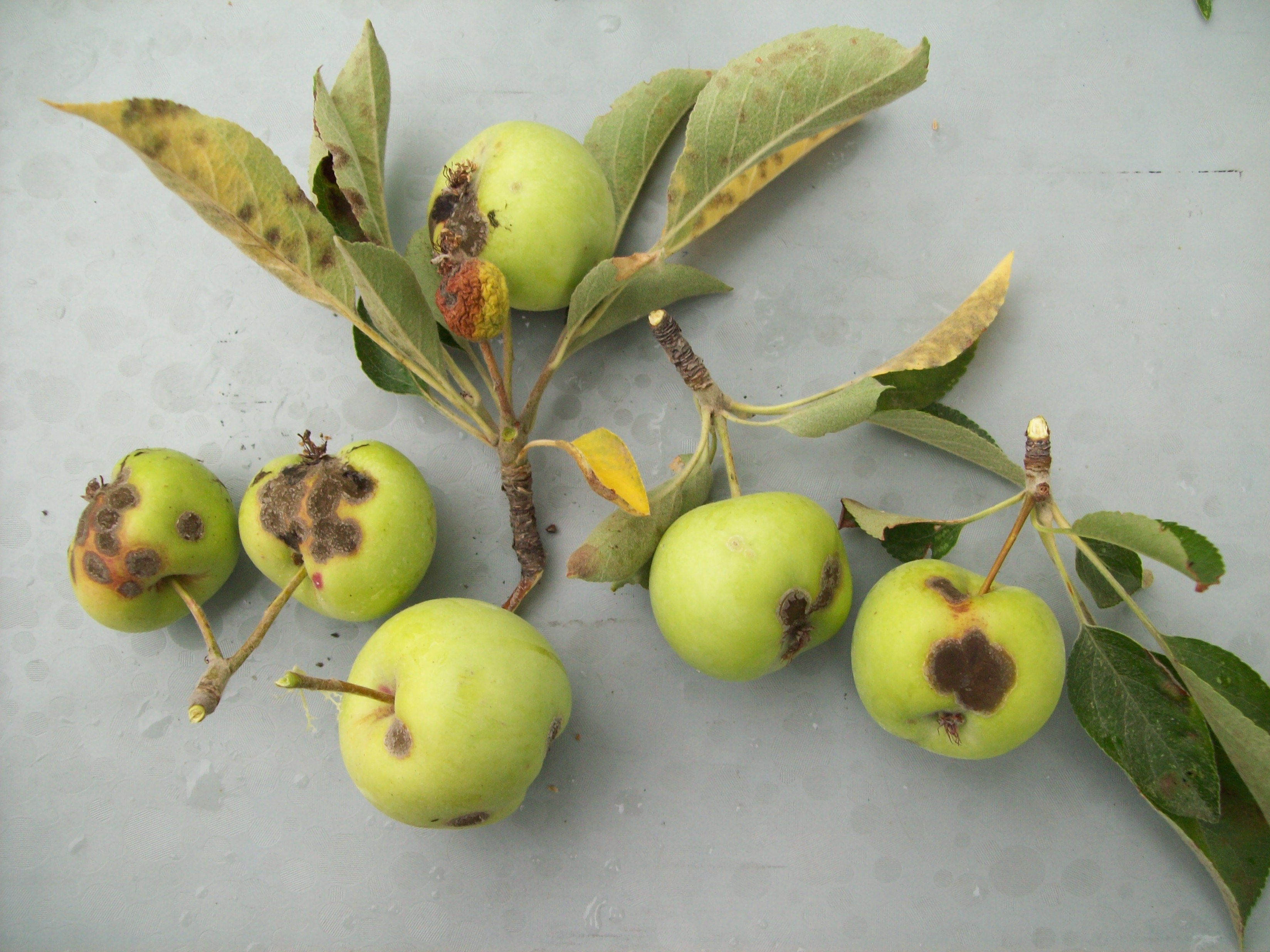
感染苹果黑星病的苹果

苹果黑星病，又名蘋果瘡痂病，是苹果属植物在感染苹果黑星菌之后罹患的一种疾病，它会导致植株叶子、蓓蕾或果实上出现黑色或灰褐色的斑点，斑点大小不一，真菌孢子还会产生烟煤状霉。苹果黑星病一般不会导致整个植株死亡，但会严重影响果实产量和质量。

## 发生
苹果黑星病是由苹果黑星菌的孢子传播导致的，這可能是由于种植者引入了带病的苗木或果实。它在低温、多湿的条件下传播快，高温、干燥的条件下传播慢。受害品种一般是小苹果、某些海棠以及花红，铃铛果、扁海棠及山荆子对其免疫。它对印度苹果、国光苹果影响也较重，但对元帅苹果的危害就不大。